# Ça va s'Cauet
Ça va s'Cauet  était une émission de télévision française présentée par Sébastien Cauet et diffusée sur TF1 le jeudi en deuxième partie de soirée vers 23 h 30 du 25 mars 2010 au 27 mai 2010.
Seulement 10 émissions ont été diffusées avant que le programme soit interrompu à la fin de la saison, faute d'audience.

## Principe
Accompagné en plateau de Christine Bravo et de Christophe Beaugrand, Sébastien Cauet accueille dans ce talk show des personnalités qui font l'actualité de la semaine, avec des interviews, des sketchs, ainsi que des jeux et l'actualité.